# Ойген Гомрингер
Ойген Гомрингер (на немски: Eugen Gomringer) е швейцарски поет и белетрист, роден в Качуела Есперанса, Боливия от баща швейцарец и майка боливийка. Изучава икономика и история на изкуството в Берн и Рим. После работи като секретар във Висшето училище по пластично оформление в Улм.

## Творчески път
В 1953 г. Ойген Гомрингер публикува стихосбирката си „Констелации“ и създава понятието „конкретна поезия“ като аналог на термина „конкретно изкуство“. Става съосновател на международното списание „Шпирале“, където излага възгледите си за модерната словесност. Издава и теоретичния си манифест „От стих към констелация. Смисъл и форма на една нова поезия“ (1954). Сам той пише на немски, швейцарско-немски, испански, френски и английски език.
В творбите си, изградени от материалния облик на шрифта, поетът следва абстрактната – наречена от него „конструктивна“ – живопис на своето време. Публикува книгата си „Идеограми“ (1960), а от 1960 до 1965 г. издава литературната поредица „Конкретна поезия“. През 1969 г. Гомрингер събира свои творби под надслов „Думите са сенки. Констелации 1951-1968“ и създава понятието „визуална поезия“. От 1971 г. е член на Берлинската академия на изкуствата, а от 1977 до 1990 г. е професор по теория на естетиката в Дюселдорфската художествена академия. Публикува още стихосбирките „Идентичности“ (1981), „Да присъстваш, да участваш“ (2000) и „Ентропия“ (2000). Публикува и двутомник, включващ приказки, текстове и стихотворения, озаглавен „Квадрати от всички страни“ (2006).

## Влияние
През 2000 г. Ойген Гомрингер основава международния Институт за конструктивно изкуство и конкретна поезия в Реау, където се установява да живее.